# Final Fantasy IV: The After Years
Final Fantasy IV: The After Years (ファイナルファンタジーIV ジ・アフターイヤーズ -月の帰還, Fainaru Fantajī Fō Ji Afutā Iyāzu -Tsuki no Kikan-) é um jogo eletrônico episódico de RPG co-desenvolvido pela Matrix Software e Square Enix e publicado pela Square Enix, sendo uma sequência direta de Final Fantasy IV. Originalmente lançado no Japão em 2008 para celulares, o jogo recebeu uma versão melhorada para WiiWare, PlayStation Portable e Microsoft Windows no ano seguinte. Se passando dezessete anos após os eventos do jogo original, The After Years segue os mesmos personagens e seus descendentes enquanto enfrentam um novo vilão, que inicia uma misteriosa cadeia de eventos que ameaça toda a vida.